# Adolf Schneeberger
Adolf Schneeberger, křtěný Adolf Karel Jan (14. června 1897 Choceň – 15. prosince 1977 Praha) byl český fotograf.

## Život a dílo
Byl synem Adolfa Schneebergera (1854–?) a Milady Brandeisové (1869–1903), bratrem účastníka odboje Emila Schneebergera (1900–1942) a bratrancem diplomata Ferdinanda Veverky (1887–1981).
Adolf Schneeberger začal fotografovat ve svých deseti letech. Po maturitě v roce 1914 studoval strojnictví na Technice v Praze, kde se také zapsal na přednášky fotografie. Následující rok nastoupil vojenskou službu a v letech 1916–1918 prošel ruskou, rumunskou a italskou frontu, kde také amatérsky fotografoval.
Po návratu z války pokračoval ve studiu na ČVUT. Aktivně se podílel na klubové činnosti fotoamatérů. V roce 1920 se dostal do vedení Českého klubu fotografů amatérů, avšak kvůli generačním názorovým rozporům klub opustil a založil Fotoklub Praha, kam odešli další, tehdy amatérští fotografové, např. Josef Sudek a J. E. Purkyně ml. V roce 1924 spolu s Josefem Sudkem a Jaromírem Funkem založil Českou fotografickou společnost, která si kladla za cíl používat čistě fotografické procesy a vymanit se z vlivu grafiky.
V roce 1927 Josef Sudek a Adolf Schneeberger založili profesionální fotografický ateliér. Protože Schneeberger nemohl obdržet živnostenské oprávnění, neboť neměl požadované fotografické vzdělání, stal se formálně učedníkem Josefa Sudka. Ateliér se časem stal součástí nakladatelství Melantrich jako oddělení pro užitou fotografii. Sudek Melantrich opustil, ale Schneeberger zde našel uplatnění při vytváření obrázkových časopisů. V roce 1931 se ještě krátce vrátil k amatérskému fotografickému hnutí jako jednatel Českého klubu fotografů amatérů. Po dvou letech Schneeberger z klubu vystoupil a dále se již aktivně fotografování nevěnoval.